# Pâncești (okręg Bacău)
Pâncești – wieś w Rumunii, w okręgu Bacău, w gminie Pâncești. W 2011 roku liczyła 1200 mieszkańców.